# Synagoge (Jarocin)
Koordinaten: 51° 58′ 16,3″ N, 17° 30′ 7,6″ O

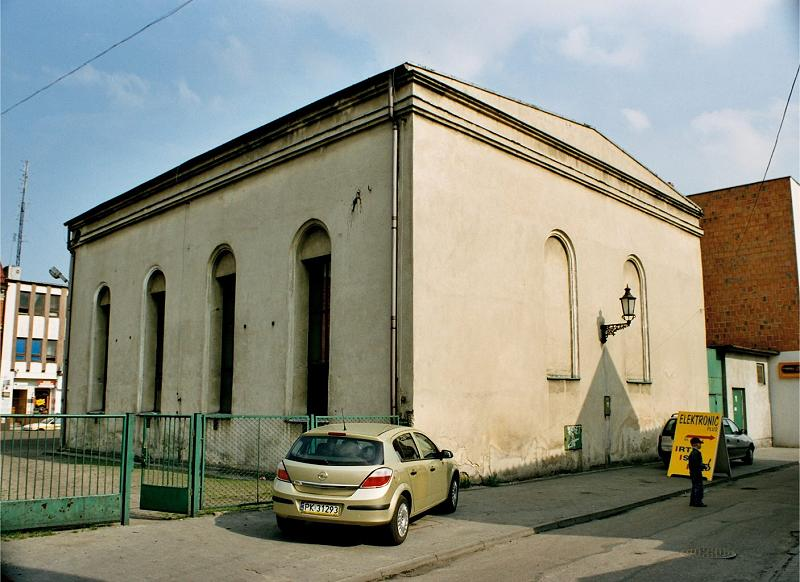
Synagoge in Jarocin (2005)

Die Synagoge in Jarocin, einer polnischen Stadt in der Woiwodschaft Großpolen, wurde von 1841 bis 1843 errichtet, als Ersatz für eine abgebrannte Holzsynagoge aus dem 18. Jahrhundert. Die profanierte Synagoge wurde von den deutschen Besatzern verwüstet, die örtliche jüdische Bevölkerung wurde von den Nationalsozialisten umgebracht. Nach dem Zweiten Weltkrieg wurde das Gebäude als Lagerhaus bzw. als Sporthalle genutzt.